# 佐野市立葛生義務教育学校
佐野市立葛生義務教育学校（さのしりつ くずうぎむきょういくがっこう）は、栃木県佐野市葛生西3丁目にある公立の義務教育学校。

## 概要
- 本校は、市立小中学校適正規模・適正配置基本計画前期計画（14～22年度）により、葛生・常盤の2中学校と葛生・葛生南・常盤・氷室の4小学校が統合して開校した[1]。

## 沿革
- 2023年（令和5年）
  - 4月1日 - 開校。
  - 4月2日 - 校旗授与式挙行[2]。
  - 4月10日 - 最初の始業式挙行。最初の新入生は29名。
  - 4月12日 - 第1回入学式挙行。
  - 4月21日 - 開校記念式典挙行し、記念演奏会開催。
- 2024年（令和6年）
  - 3月11日 - お別れ式、第1回卒業式挙行。
  - 3月15日 - 前期課程修了式（小学校卒業式相当）挙行。
  - 3月22日 - 最初の修了式挙行。
  - 3月29日 - 最初の離任式挙行。

## アクセス
- 東武佐野線葛生駅より北へ約1.5km、車で約5分、徒歩約20分。
  - 最寄公共交通としては佐野市生活路線バス デマンド交通葛生エリア『上川原町』バス停下車後、徒歩約450m・約7分（最短ルート移動した場合）であるが、事前に利用登録および予約が必要[3]。

## 周辺
- 国道293号
  - 嘉多山トンネル
- 嘉多山公園
- 葛生武道館
- 山神社